# Rzecznik Praw Dziecka
Rzecznik Praw Dziecka (RPD) – konstytucyjny jednoosobowy organ władzy państwowej ustanowiony art. 72 ust. 4 Konstytucji RP z 1997, po raz pierwszy powołany w 2000.
Rzecznik stoi na straży praw dziecka określonych w Konstytucji Rzeczypospolitej Polskiej, Konwencji o prawach dziecka i innych przepisach prawa, z poszanowaniem odpowiedzialności, praw i obowiązków rodziców. Kieruje się dobrem dziecka oraz bierze pod uwagę, że naturalnym środowiskiem jego rozwoju jest rodzina.
Od 2020 Biuro Rzecznika Praw Dziecka znajduje się przy ul. Chocimskiej 6 w Warszawie.

## Kompetencje, kadencja i działalność Rzecznika Praw Dziecka
Kompetencje i pozycję ustrojową Rzecznika Praw Dziecka reguluje ustawa z dnia 6 stycznia 2000 r. o Rzeczniku Praw Dziecka, ogłoszona 31 stycznia 2000 i obowiązująca z mocą wsteczną od 1 stycznia 2000 r.
Obowiązek uchwalenia ustawy powołującej urząd do istnienia przewiduje art. 72 ust. 4 w związku z art. 236 ust. 1 Konstytucji RP.
Rzecznik powoływany jest uchwałą Sejmu, która podlega zatwierdzeniu przez Senat. Kandydata może zgłosić Marszałek Sejmu Rzeczypospolitej Polskiej, Marszałek Senatu Rzeczypospolitej Polskiej, co najmniej 35 posłów lub co najmniej 15 senatorów. Kadencja trwa 5 lat. Rzecznik obejmuje urząd w dniu złożenia ślubowania przed Sejmem, a kadencja wygasa w razie jego śmierci lub odwołania w wypadkach przewidzianych w ustawie. Ta sama osoba nie może być Rzecznikiem dłużej niż przez dwie kolejne kadencje. Z wyjątkiem zrzeczenia się urzędu ustępujący RPD pozostaje na urzędzie do czasu złożenia ślubowania przez nowo powołanego RPD.
Zgodnie z art. 12 ust 1 ustawy Rzecznik przedstawia Sejmowi i Senatowi, corocznie, nie później niż do dnia 31 marca, informację o swojej działalności i uwagi o stanie przestrzegania praw dziecka. Dostępny w formie druków: sejmowego i senackiego materiał (identyczny dla obu izb) jest podstawowym dokumentem zawierającym informacje o działalności RPD w danym roku kalendarzowym.

## Struktura urzędu
Statutowymi jednostkami organizacyjnymi Biura Rzecznika Praw Dziecka są:
1. Zespół Prezydialny. Podstawowym jego zadaniem jest merytoryczne i organizacyjne wspieranie zadań realizowanych przez Rzecznika.
2. Zespół Spraw Rodzinnych i Nieletnich.
3. Zespół Spraw Społecznych.
4. Zespół do Spraw Edukacji i Wychowania.
5. Zespół Spraw Międzynarodowych i Konstytucyjnych.
6. Zespół Dziecięcego Telefonu Zaufania i Obsługi Interesantów.
7. Zespół Administracyjno-Finansowy.

Pracą Biura kieruje Dyrektor Biura powoływany i odwoływany przez Rzecznika Praw Dziecka.

## Rzecznicy Praw Dziecka
| Zdjęcie               | Imię i nazwisko      | Czas pełnienia funkcji | Czas pełnienia funkcji    | Nominacja             |
| Zdjęcie               | Imię i nazwisko      | Od                     | Do                        | Nominacja             |
| --------------------- | -------------------- | ---------------------- | ------------------------- | --------------------- |
|                       | Marek Piechowiak     | 30 czerwca 2000(dts)   | 12 października 2000(dts) | Sejm RP III kadencji  |
|                       | Paweł Jaros          | 16 lutego 2001(dts)    | 7 kwietnia 2006(dts)      | Sejm RP III kadencji  |
|                       | Ewa Sowińska         | 7 kwietnia 2006(dts)   | 30 czerwca 2008(dts)      | Sejm RP V kadencji    |
|                       | Marek Michalak       | 25 lipca 2008(dts)     | 27 sierpnia 2013(dts)     | Sejm RP VI kadencji   |
| 27 sierpnia 2013(dts) | Marek Michalak       | 14 grudnia 2018(dts)   | Sejm RP VII kadencji      |                       |
|                       | Mikołaj Pawlak       | 14 grudnia 2018(dts)   | 20 grudnia 2023(dts)      | Sejm RP VIII kadencji |
|                       | Monika Horna-Cieślak | 20 grudnia 2023(dts)   | nadal                     | Sejm RP X kadencji    |

## Zastępcy Rzecznika Praw Dziecka
- Jan Gawroński (od 2 stycznia 2024 jako społeczny zastępca)[18]

## Budżet, zatrudnienie i wynagrodzenia
Wydatki i dochody Rzecznika Praw Dziecka są realizowane w części 14 budżetu państwa.
W 2017 wydatki RPD wyniosły 11,32 mln zł. Przeciętne zatrudnienie w Biurze Rzecznika Praw Dziecka w przeliczeniu na pełne etaty wyniosło 68 osób, a średnie miesięczne wynagrodzenie brutto 5574,6 zł.
W ustawie budżetowej na 2018 wydatki Rzecznika Praw Dziecka zaplanowano w wysokości 11,5 mln.